# Il rischio educativo
Il rischio educativo è un saggio del sacerdote cattolico e teologo Luigi Giussani, fondatore del movimento Comunione e Liberazione.
Con una storia editoriale complessa, Il rischio educativo è uno dei testi più noti e importanti della produzione di Giussani e uno di quelli a cui era più legato e che più spesso citava. Fu anche uno dei più studiati e fu oggetto nel corso degli anni di convegni e dibattiti per l'importanza del tema trattato, l'educazione, uno dei cardini della proposta e del metodo di Giussani. Il testo è stato più volte pubblicato nel corso degli anni in edizioni aggiornate o ampliate, trovando la sua versione finale nel 2005, anno in cui l'autore morì.

## Storia

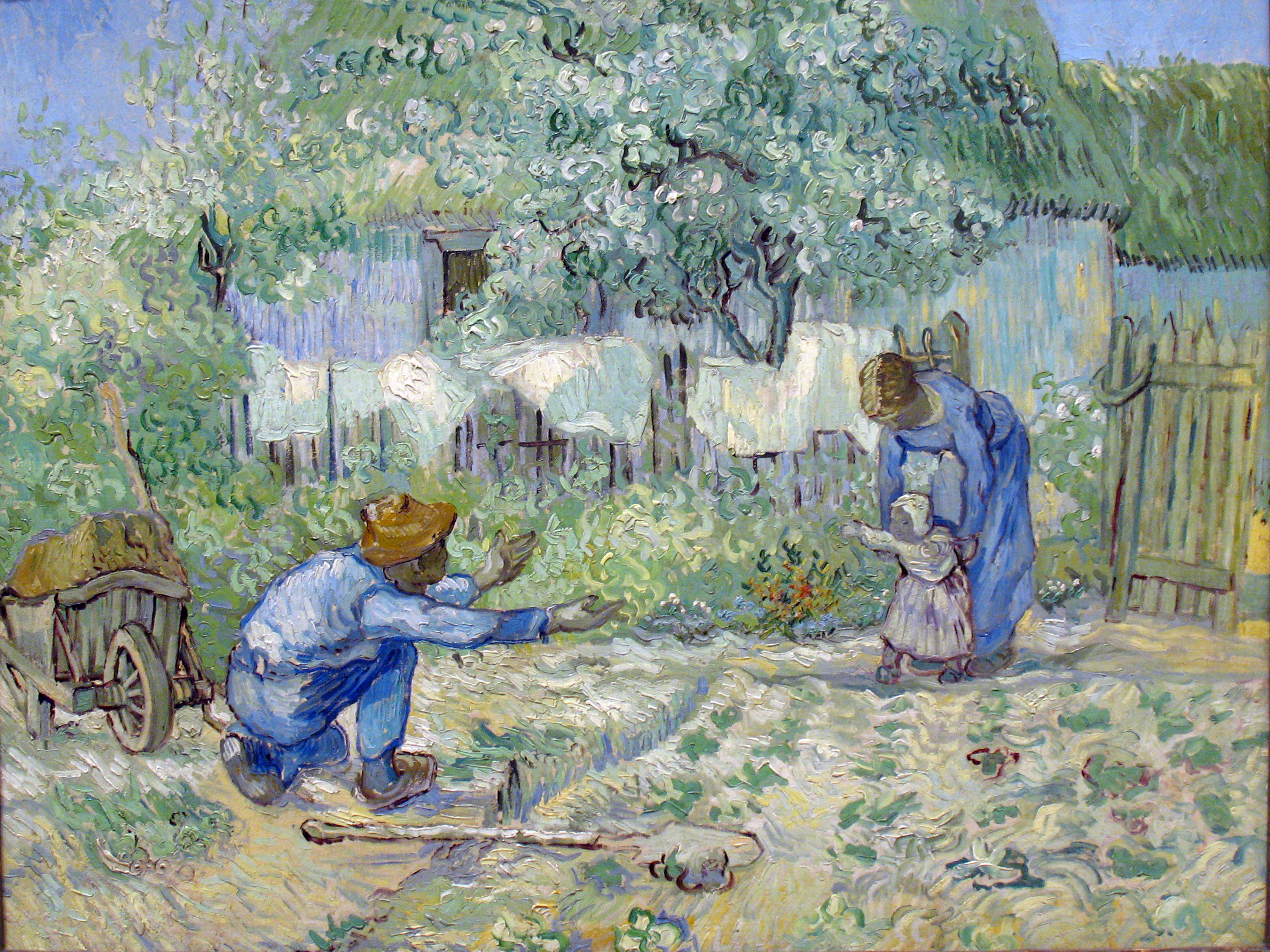
Un particolare de I primi passi di Vincent van Gogh (1890, Metropolitan Museum of Art, New York) è stato usato per la copertina delle edizioni Rizzoli del volume Il rischio educativo.

Il libro fu pubblicato per la prima volta da Jaca Book nel 1977 ed è una raccolta di testi di Giussani risalenti agli anni sessanta e incentrati sul tema dell'educazione.
La prima parte è un estratto dall'Enciclopedia dell'adolescenza curata da Ambrogio Valsecchi nel 1965. La seconda parte è invece un intervento dell'autore, in parte rivisto, al nono congresso del Centro Italiano Stampa Studentesca svoltosi a Loreto nel novembre 1963.
La terza parte proviene da un libretto pro manuscripto intitolato L'esperienza del 1963 che Giussani aveva scritto in risposta a una lettera dell'allora arcivescovo di Milano Giovanni Battista Montini e che in parte fu incluso anche nel libro Tracce di esperienza e appunti di metodo cristiano del 1972 e nelle sue successive versioni. Fu l'ultima lettera che Montini scrisse il 16 giugno del 1963 prima della sua partenza per il conclave che lo eleggerà Papa.
Il rischio educativo si conclude con un dialogo tra l'autore e un redattore della Jaca Book. Nel 1988 l'editore milanese ripubblicò il libro in una versione editorialmente aggiornata e con l'aggiunta di una introduzione alla nuova edizione scritta da Giussani nel 1986 in occasione della pubblicazione del testo in lingua francese.
Nel 1995 l'editore salesiano SEI pubblicò il volume antologico Il rischio educativo. Come creazione di personalità e di storia che contiene nella prima parte il testo completo edito da Jaca Book nella versione del 1988 e una serie di testi di Giussani del periodo compreso fra il 1984 e il 1995 in gran parte già pubblicati in riviste e periodici. Tra questi l'intervento di Giussani alla conferenza Un esempio di comunicazione religiosa, svoltasi a Milano il 10 marzo 1995 durante il Salone del libro religioso, che funge da introduzione al volume. È incluso inoltre l'intervento dell'autore all'assemblea degli insegnanti di Comunione e Liberazione a Viterbo nell'agosto del 1977, testo che a cui Giussani ha sempre dato grande importanza per il tema dell'educazione nella scuola. Questa versione de Il rischio educativo è completata da una prefazione del filosofo tedesco Nikolaus Lobkowicz.
La casa editrice Rizzoli realizzò nel 2005 quella che è considerata l'edizione "definitiva" de Il rischio educativo. Nel 2010 è uscita la versione in ebook del libro, mentre nel 2014 è uscita una edizione aggiornata nell'apparato di note. La versione Rizzoli contiene il testo originale pubblicato da Jaca Book, ma anche la prefazione e l'introduzione della versione SEI di dieci anni prima della quale sono stati però esclusi i capitoli aggiuntivi. Il volume è poi stato rieditato nel 2014 con una nuova nota introduttiva e in versione economica per la collana BUR nel 2016.

## Contenuti
Nell'introduzione scritta nel 1986 Giussani sottolinena l'importanza dell'educazione rivolta ai giovani come problema principale di una società. Una educazione vera, cioè «corrispondente all'umano». «Educare il cuore dell'uomo così come Dio l'ha fatto». L'autore sottolinea tre aspetti fondamentali: proporre adeguatamente il passato, cioè l'importanza della tradizione, nel presente, cioè un vissuto che dia le ragione di sé, e un'educazione alla critica, cioè al rendere ragione delle cose. Solo un'educazione che tenga conto di questi tre fattori può «liberare i giovani dalla schiavitù mentale, dalla omologazione che rende schiavi mentalmente dagli altri».

### Jaca Book 1977
- Nota di edizione
- Dinamica e fattori dell'avvenimento educativo
- Crisi e dialogo
- Struttura dell'esperienza
- Conversazione con Luigi Giussani

### Rizzoli 2005
- Prefazione di Nikolaus Lobkowicz
- Introduzione
- Il rischio educativo
  - Spunti introduttivi
  - Capitolo primo - Dinamica e fattori dell'avvenimento educativo
  - Capitolo secondo - Crisi e dialogo
  - Capitolo terzo - Struttura dell'esperienza
- Indici dei riferimenti biblici, dei nomi e tematico

## Edizioni
- Luigi Giussani, Il rischio educativo, 1ª ed., Milano, Jaca Book, Di fronte e attraverso pocket 18, aprile 1977,  p. 112, SBN SBL0587719.
- Luigi Giussani, Il rischio educativo, 2ª ed., Milano, Jaca Book, Già e non ancora 163, 1988,  p. 112, ISBN 88-16-30163-5.
- Il rischio educativo in  Luigi Giussani, Opere (1966-1992), Vol. 2, 1ª ed., Milano, Jaca Book, Già e non ancora 274, 1994,  p. 1256, ISBN 88-16-30274-7.
- Luigi Giussani, Il rischio educativo. Come creazione di personalità e di storia, 1ª ed., Torino, SEI, 1995,  p. 178, ISBN 88-05-05518-2.
- Luigi Giussani, Il rischio educativo, 1ª ed., Milano, Rizzoli, luglio 2005,  p. 139, ISBN 978-88-17-00730-6.
- Luigi Giussani, Il rischio educativo, 9ª ed., Milano, Rizzoli, gennaio 2014,  p. 139, ISBN 978-88-17-00730-6.